# Episodi di War of the Worlds (seconda stagione)
La seconda stagione della serie televisiva War of the Worlds, composta da otto episodi, è stata trasmessa sul canale via cavo francese Canal+ dal 17 maggio al 7 giugno 2021.
In Italia, la stagione è disponibile su Disney+ a partire dal 6 ottobre 2021.
| n° | Titolo Originale | Titolo Italiano | Prima TV Francia | Prima TV Italia  |
| -- | ---------------- | --------------- | ---------------- | ---------------- |
| 1  | Episode 9        | Episodio 9      | 17 maggio 2021   | 6 ottobre 2021   |
| 2  | Episode 10       | Episodio 10     | 17 maggio 2021   | 13 ottobre 2021  |
| 3  | Episode 11       | Episodio 11     | 24 maggio 2021   | 20 ottobre 2021  |
| 4  | Episode 12       | Episodio 12     | 24 maggio 2021   | 27 ottobre 2021  |
| 5  | Episode 13       | Episodio 13     | 31 maggio 2021   | 3 novembre 2021  |
| 6  | Episode 14       | Episodio 14     | 31 maggio 2021   | 10 novembre 2021 |
| 7  | Episode 15       | Episodio 15     | 7 giugno 2021    | 17 novembre 2021 |
| 8  | Episode 16       | Episodio 16     | 7 giugno 2021    | 24 novembre 2021 |